# Monumento megalítico

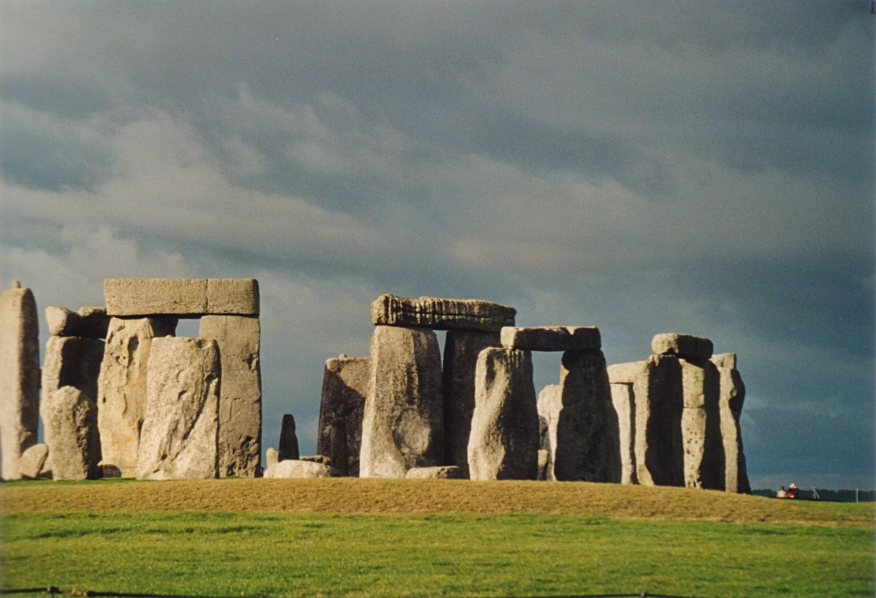
Stonehenge, IV milénio a.C., Inglaterra.

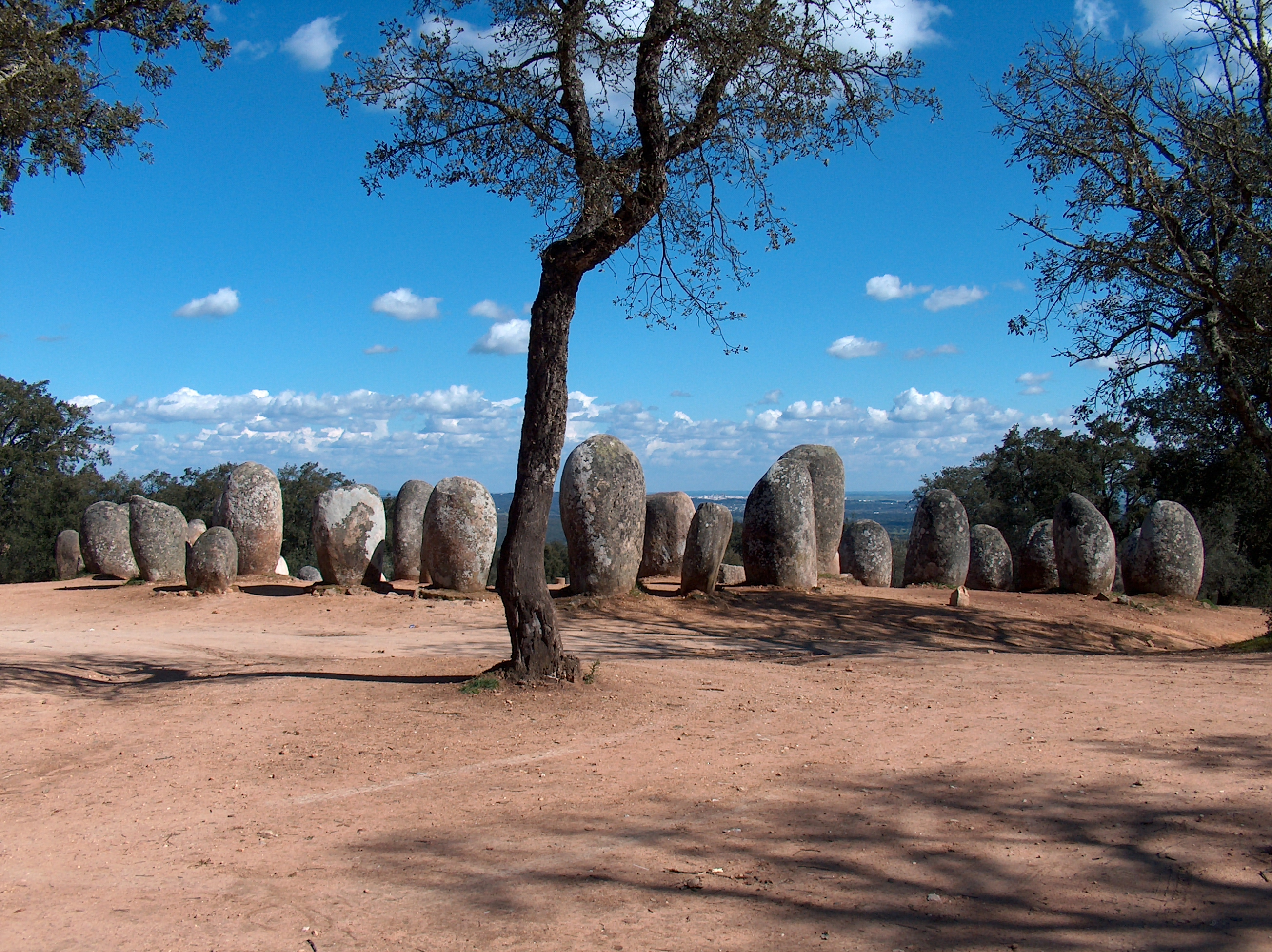
Cromeleque dos Almendres, VI, V e III milénios a.C., Portugal.

Monumento megalítico, ou megálito, do grego mega, megalos, grande, e lithos, pedra, designa uma construção monumental ou monumento pré-histórico, sozinha ou em conjunto com outras pedras. Existem mais de 35 000 só na Europa, localizadas desde a Suécia até o mar Mediterrâneo.
  

A palavra foi usada pela primeira vez em 1849 pelo antiquário britânico Algernon Herbert em referência a Stonehenge e deriva das palavras gregas antigas "mega" para grande e "lithos" para pedra. A maioria dos megálitos existentes foram erguidos entre o período neolítico (embora exemplos anteriores do mesolítico sejam conhecidos) através do período calcolítico e na idade do bronze.

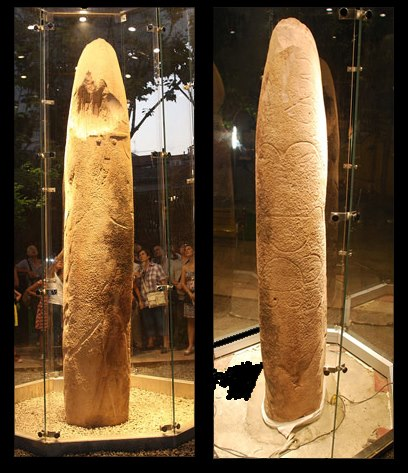
Estátua-menir del Pla de les Pruneres. A estátua-menir mais alta de toda a Europa, descoberto no sítio arqueológico do Pla de les Pruneres (Mollet, Catalunha).

## Linha do tempo
Fontes:

### Neolítico
- c. 9000 a.C.: Construções na Ásia Menor (Göbekli Tepe, Nevalı Çori e outros locais).
- c. 7400 a.C.: Um monólito de 12 m de comprimento, provavelmente pesando cerca de 15 000 kg, encontrado submerso a 40 m de profundidade no Estreito da Sicília, a sudoeste da Sicília. Sua origem e propósito são desconhecidos.
- c. 7000 a.C.: Construção no Israel proto-cananeu (Atlit Yam).
- c. 6000 a.C.: Construções em Portugal (Cromeleque dos Almendres, Évora) – Possivelmente os primeiros menires em Portugal.
- c. 5000 a.C.: Surgimento do período neolítico atlântico, a era da agricultura ao longo da costa ocidental da Europa durante o sexto milênio a.C. cultura de cerâmica de La Almagra, Espanha próxima, talvez precedente da África.
- c. 4800 a.C.: Construções na Bretanha, França (Barnenez) e Poitou (Bougon).
- c. 4500 a.C.: Construções no sul do Egito (Nabta Plaia).
- c. 4300 a.C.: Construções no sul da Espanha (Dolmen de Alberite, Cádiz).
- c. 4000 a.C.: Construções na Bretanha (Carnac), Portugal (Grande Anta do Zambujeiro, Évora), França (centro e sul), Córsega, Espanha (Galiza), Inglaterra e País de Gales, Construções na Andaluzia, Espanha (Villa Martín, Cádiz), Construção no Israel proto-cananeu c. 4 000 ~ 3 000 a.C.: Construções no restante do Levante proto-cananeu, por exemplo, Rujm el-Hiri e dolmens.
- c. 3700 a.C.: Construções na Irlanda (Knockiveagh e outros lugares).
- c. 3600 a.C.: Construções em Malta (templos Skorba). Um modelo da cidade pré-histórica de Los Millares, com suas paredes (Andaluzia, Espanha)
- c. 3600 a.C.: Construções na Inglaterra (Maumbury Rings e Godmanchester) e Malta (templos Ġgantija e Mnajdra).
- c. 3500 a.C.: Construções na Espanha (Málaga e Guadiana), Irlanda (sudoeste), França (Arles e norte), Malta (e em outros lugares do Mediterrâneo), Bélgica (nordeste) e Alemanha (centro e sudeste). oeste).
- c. 3400 a.C.: Construções na Sardenha (sepulturas circulares), Irlanda (Newgrange), Holanda (nordeste), Alemanha (norte e centro), Suécia e Dinamarca.
- c. 3300 a.C.: Construções na França (pedras de Carnac)
- c. 3200 a.C.: Construções em Malta (Ħaġar Qim e Tarxien).
- c. 3100 a.C.: Construções na Rússia (Dolmens of North Caucasus)
- c. 3000 a.C.: Construções na Sardenha (primeira fase de construção do altar pré-histórico do Monte d'Accoddi), França (Samur, Dordogne, Languedoc, Biscaia e costa do Mediterrâneo), Espanha (Los Millares), Sicília, Bélgica (Ardennes), e Orkney, bem como os primeiros henges (terraplenagem circular) na Grã-Bretanha.

### Calcolítico
- c. 2500 a.C.: Construções na Bretanha (Le Menec, Kermario e em outros lugares), Itália (Otranto), Sardenha e Escócia (nordeste), além do clímax da cultura megalítica Bell-beaker na Península Ibérica, Alemanha e nas Ilhas Britânicas (círculo de pedra em Stonehenge). Com os campanários, o Neolítico deu lugar ao Calcolítico, a idade do cobre.
- c. 2500 a.C.: Tumbas no Algarve, Portugal. Adicionalmente, uma datação problemática (por luminescência opticamente estimulada) do Menir da Quinta da Queimada no barlavento algarvio indica "um período muito precoce de actividade megalítica no Algarve, mais antigo do que no resto da Europa e em paralelo, em certa medida, com o famoso local da Anatólia de Göbekli Tepe".
- c. 2400 a.C.: A cultura Bell-beaker era dominante na Grã-Bretanha, e centenas de círculos de pedra menores foram construídos nas Ilhas Britânicas nessa época.

### Idade da Pedra
- c. 2100 a.C.: O planalto mais alto Lampung, West Lampung Regency, Batu Brak Liwa, site megalítico da Indonésia.

### Idade do Bronze
Daorson, Bósnia, construído em torno de um assentamento fortificado central pré-histórico ou acrópole (existia lá cca. 17–16 até o final da Idade do Bronze, cca. 9–8 c. AC), cercado por paredes ciclópicas (semelhantes a Micenas) datadas de o 4º século a.C. 
- c. 2000 a.C.: Construções na Bretanha (Er Grah), Itália: (Bari ); Sicília (Cava dei Servi, Cava Lazzaro); e Escócia (Callanish). O período Calcolítico deu lugar à Idade do Bronze no oeste e norte da Europa.
- c. 1800 a.C.: Construções na Itália (Giovinazzo, na Sardenha iniciaram a civilização nurágica).
- c. 1500 a.C.: Construções em Portugal (Alter Pedroso e Mourela).
- c. 1400 a.C.: Enterro da menina Egtved na Dinamarca, cujo corpo é hoje um dos exemplos mais bem preservados de seu tipo.
- c. 1200 a.C.: Os últimos vestígios da tradição megalítica no Mediterrâneo. A construção megalítica persistiu no Egito até a Idade do Ferro.

## Brasil
Desde o século XIX, vários pesquisadores constataram a existência de construções em rocha, feitas pelos antigos indígenas brasileiros. O primeiro acadêmico a efetivamente realizar escavações sistemáticas em um conjunto megalítico brasileiro foi Curt Nimuendajú. Seus trabalhos na região amazônica entre 1922 e 1927, foram publicados em Stuttgart, sob o título Streifzige in Amazonien, em 1929. No sítio José Antônio, situado no curso inferior do rio Cunani (norte do Amapá), encontrou um extenso alinhamento de rochas não polidas, erigidas intencionalmente. Neste sítio, teriam ainda permanecido 150 blocos verticais, alguns apoiados por outros menores ou um no outro, que formavam uma dupla linha, acompanhando paralelamente o rio Calçoene. Nimuendaju acreditava que estes alinhamentos teriam ligações com práticas religiosas, sendo, então, o sítio considerado um local sagrado.

## Galeria

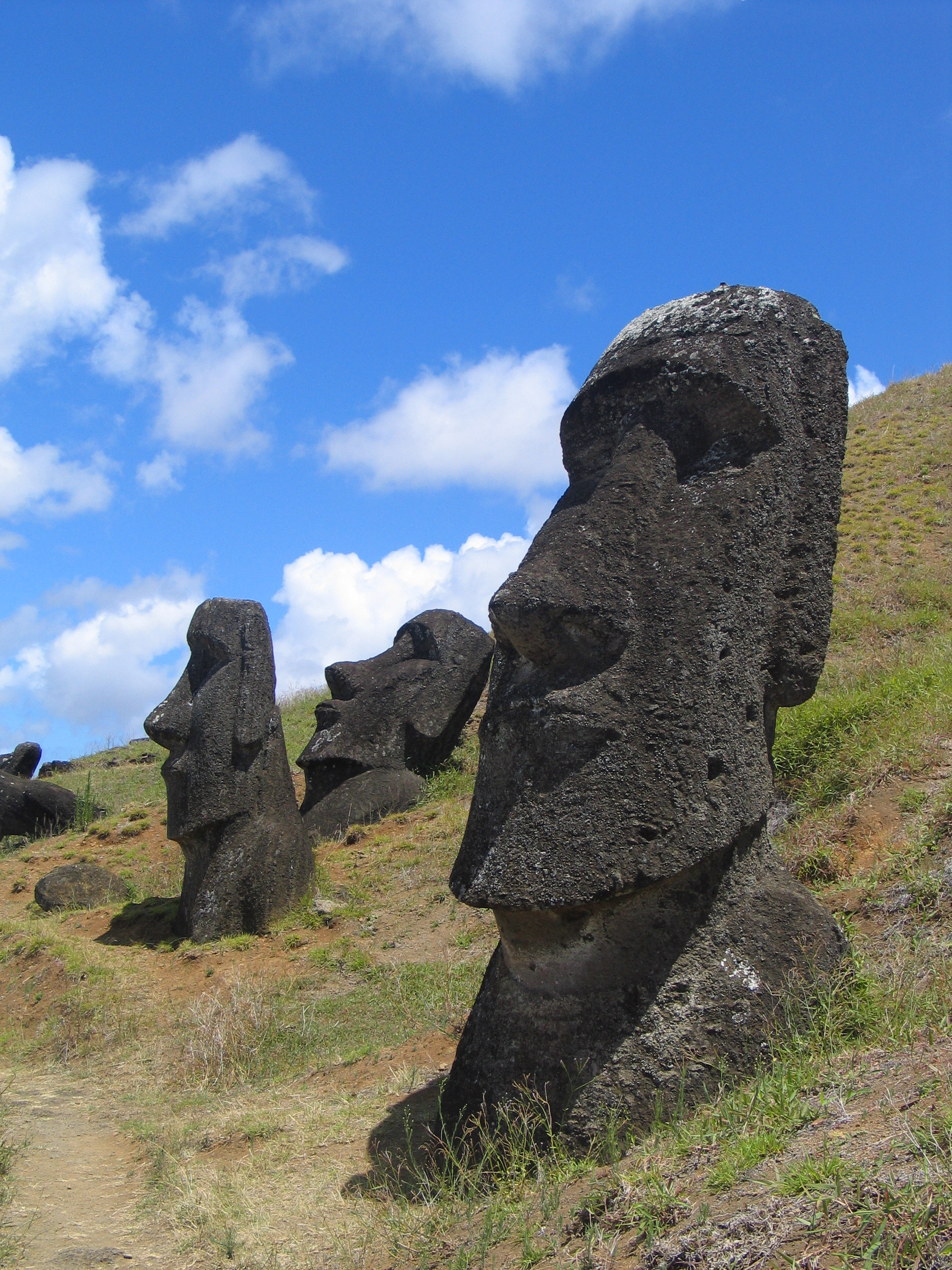
Moai da Ilha de Páscoa em Rano Raraku
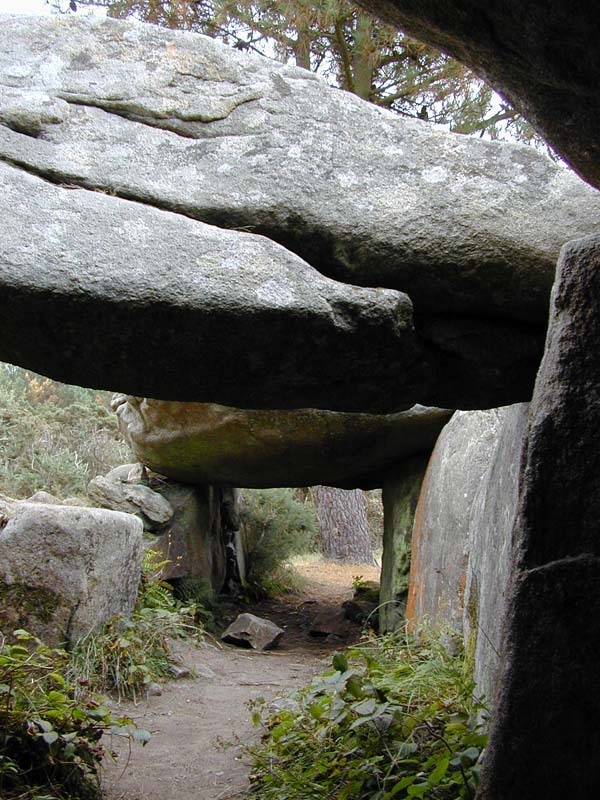
Dentro da câmara mortuária em Mane Braz, Bretanha, França
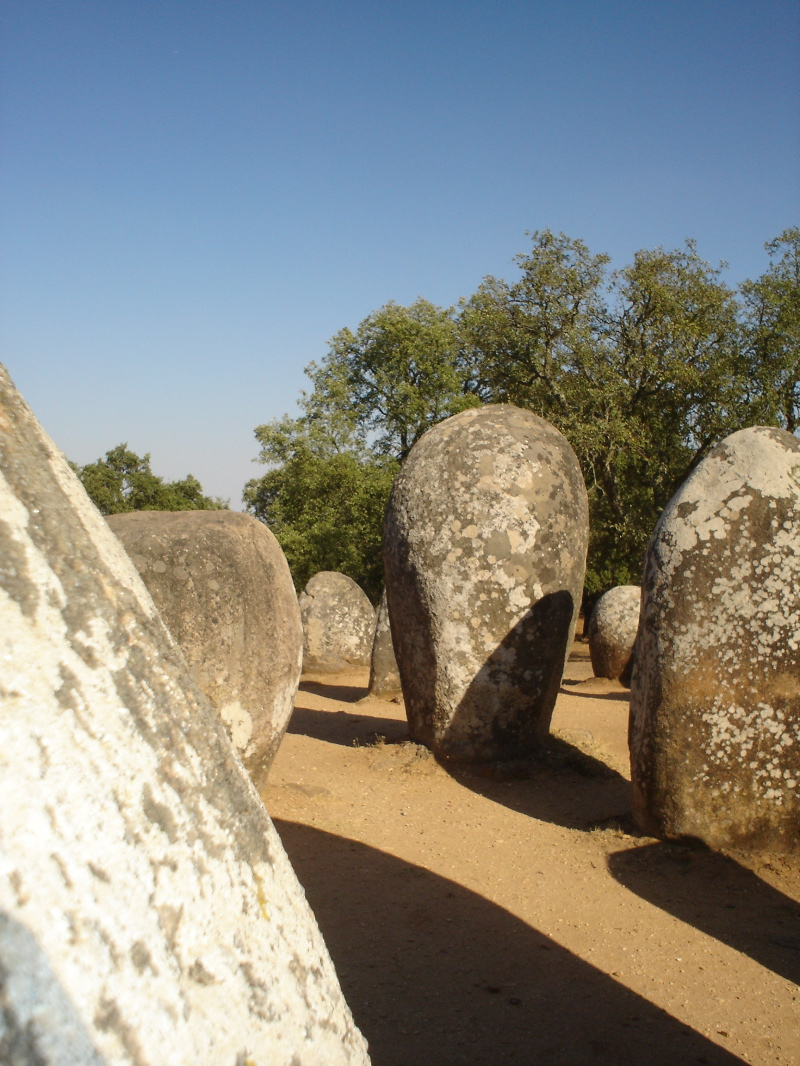
Menires do Cromeleque dos Almendres, Évora, Portugal
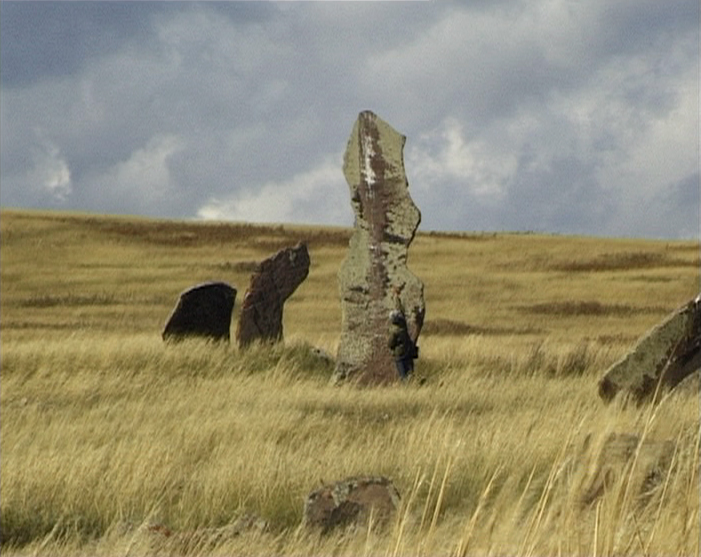
Tumba megalítica em Khakasiya, Federação Russa
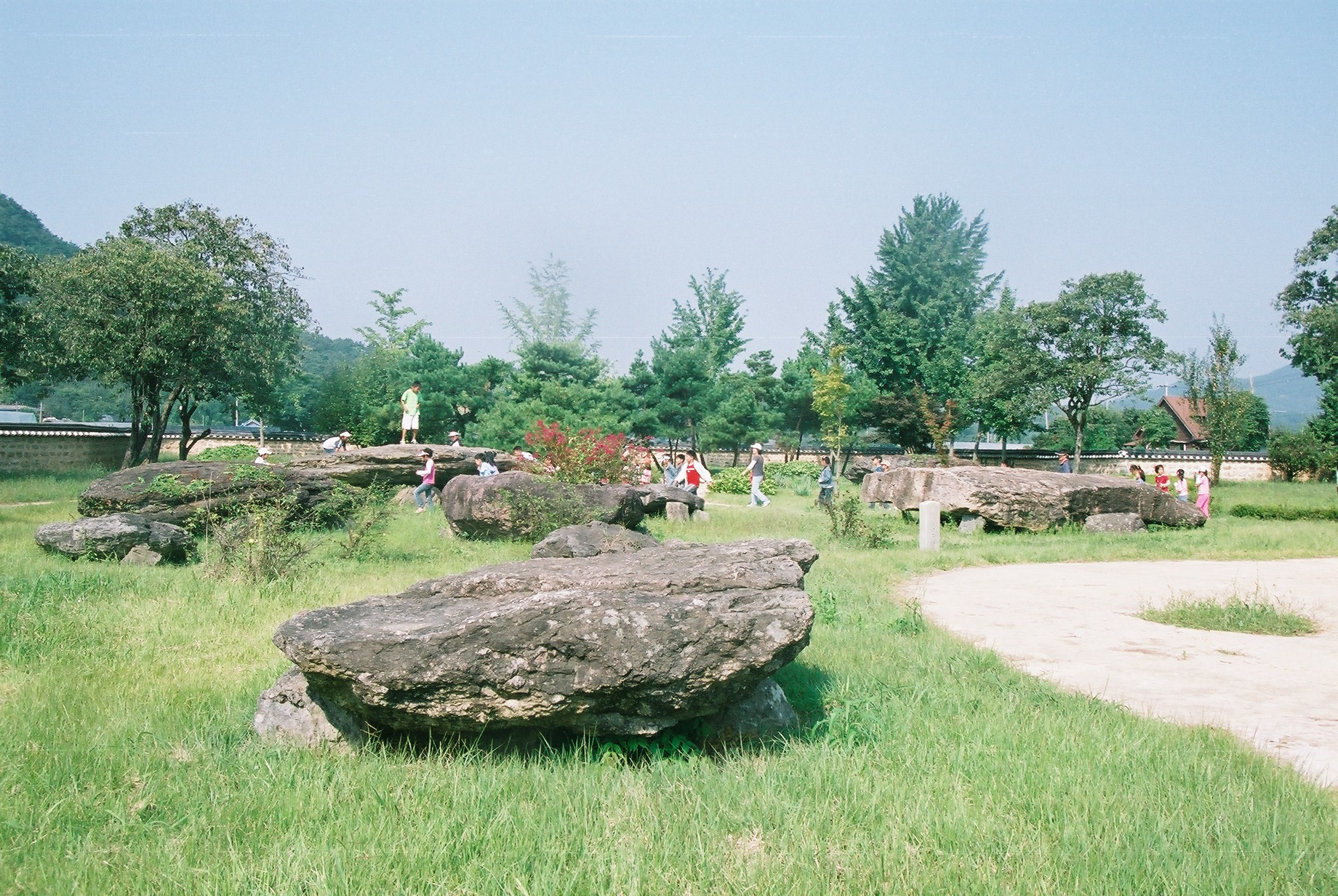
Pedras angulares de sepulturas megalíticas de estilo sulista em Guam-ri, Jeollabuk-do, Korea
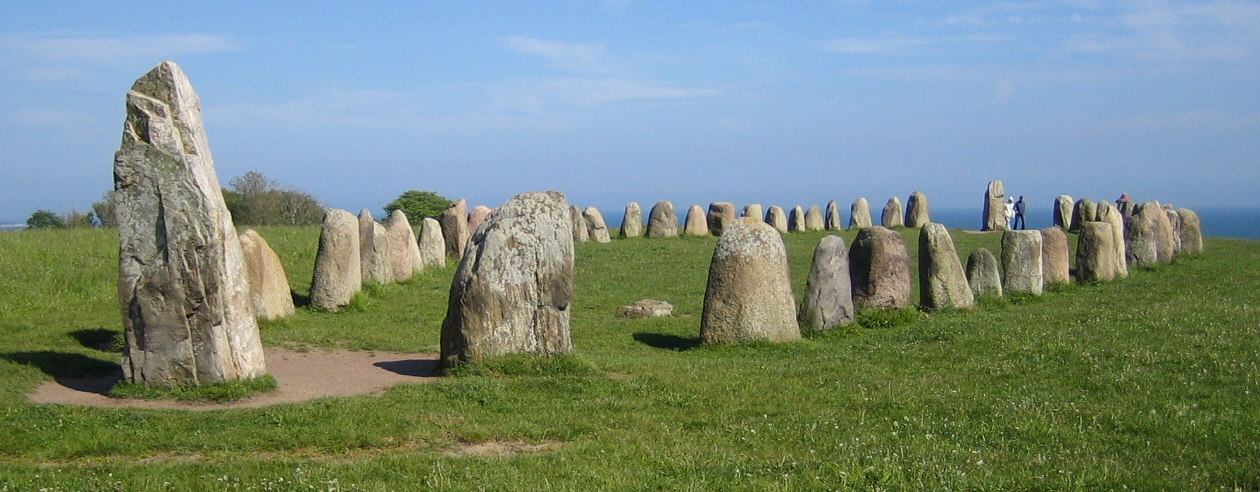
Ale's Stones em Kåseberga, cerca de dez quilômetros a sudeste de Ystad, Suécia
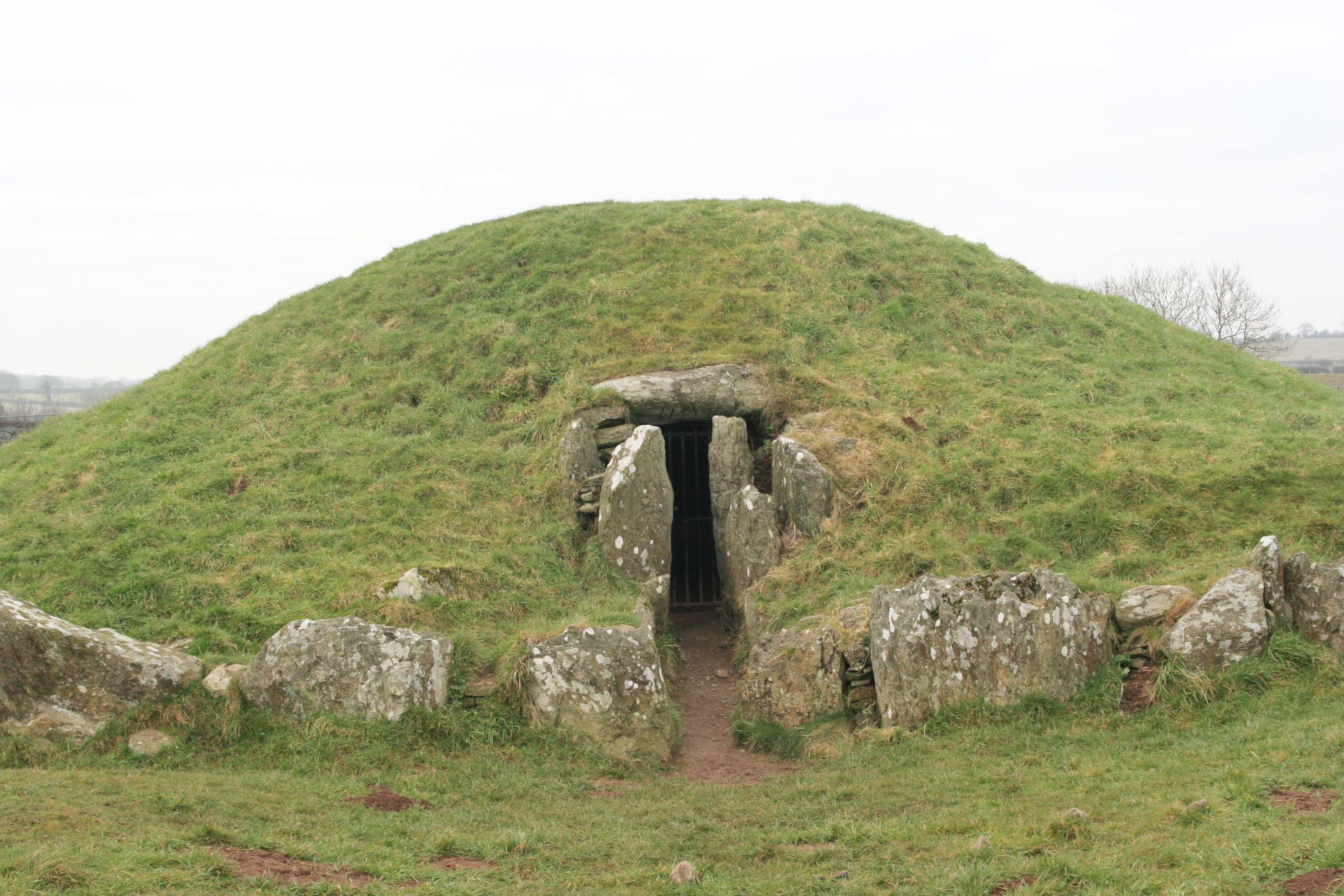
Bryn Celli Ddu no País de Gales
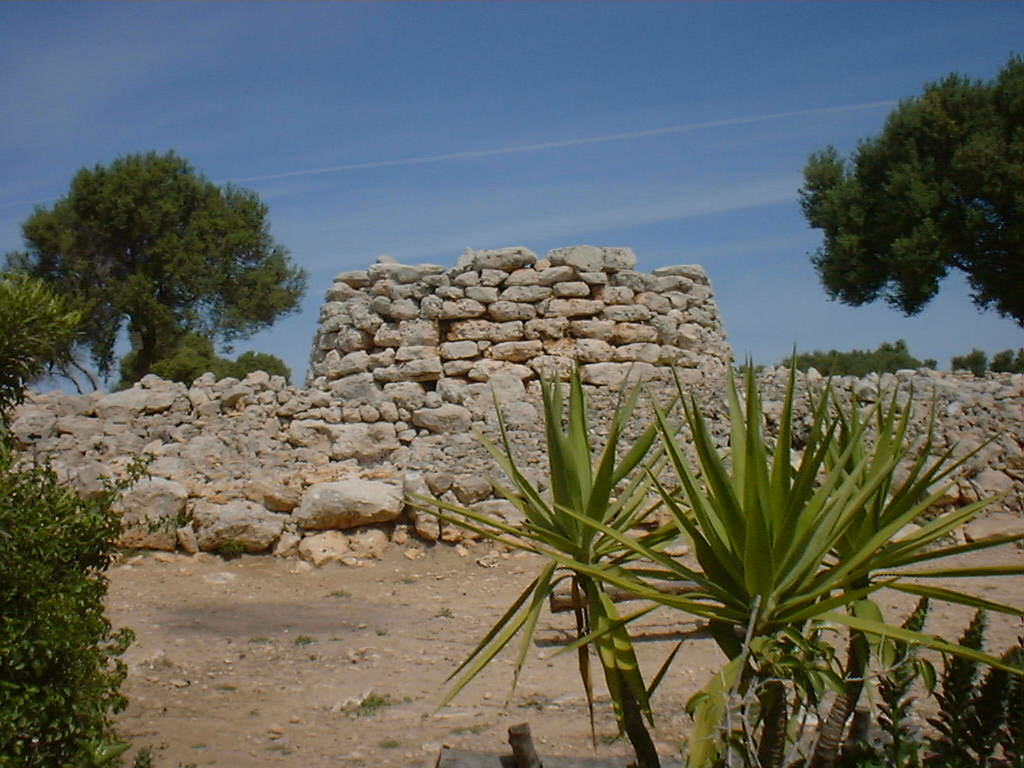
Talaiot de Majorca
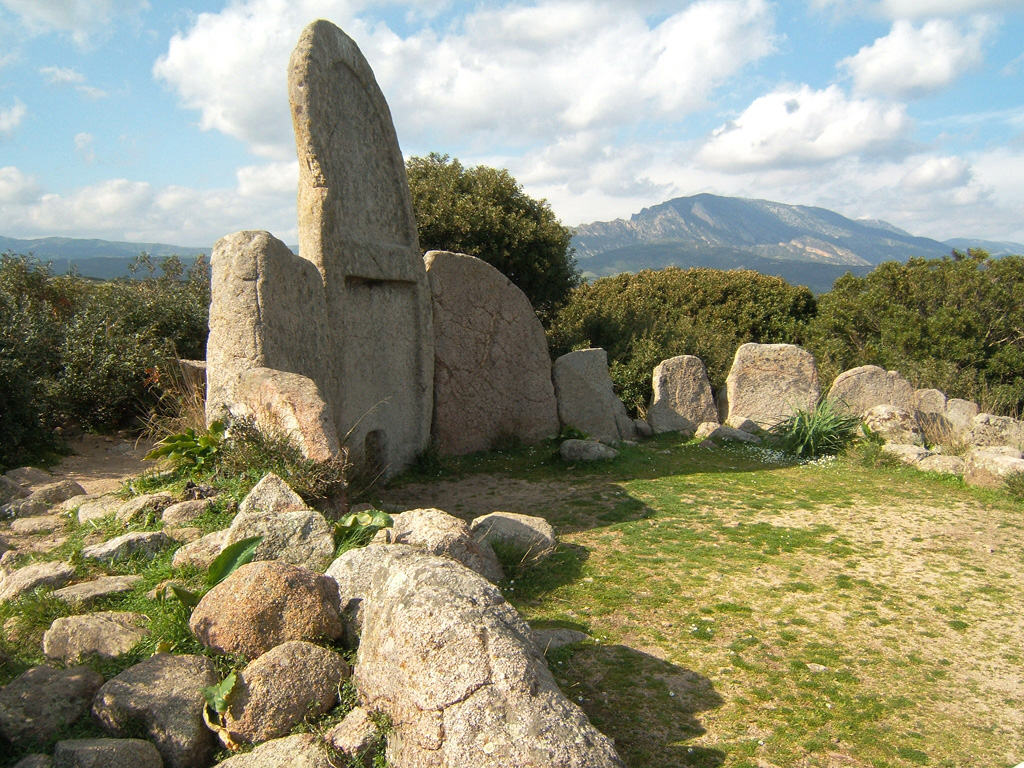
Túmulo do gigante perto de Dorgali na Sardenha, Itália
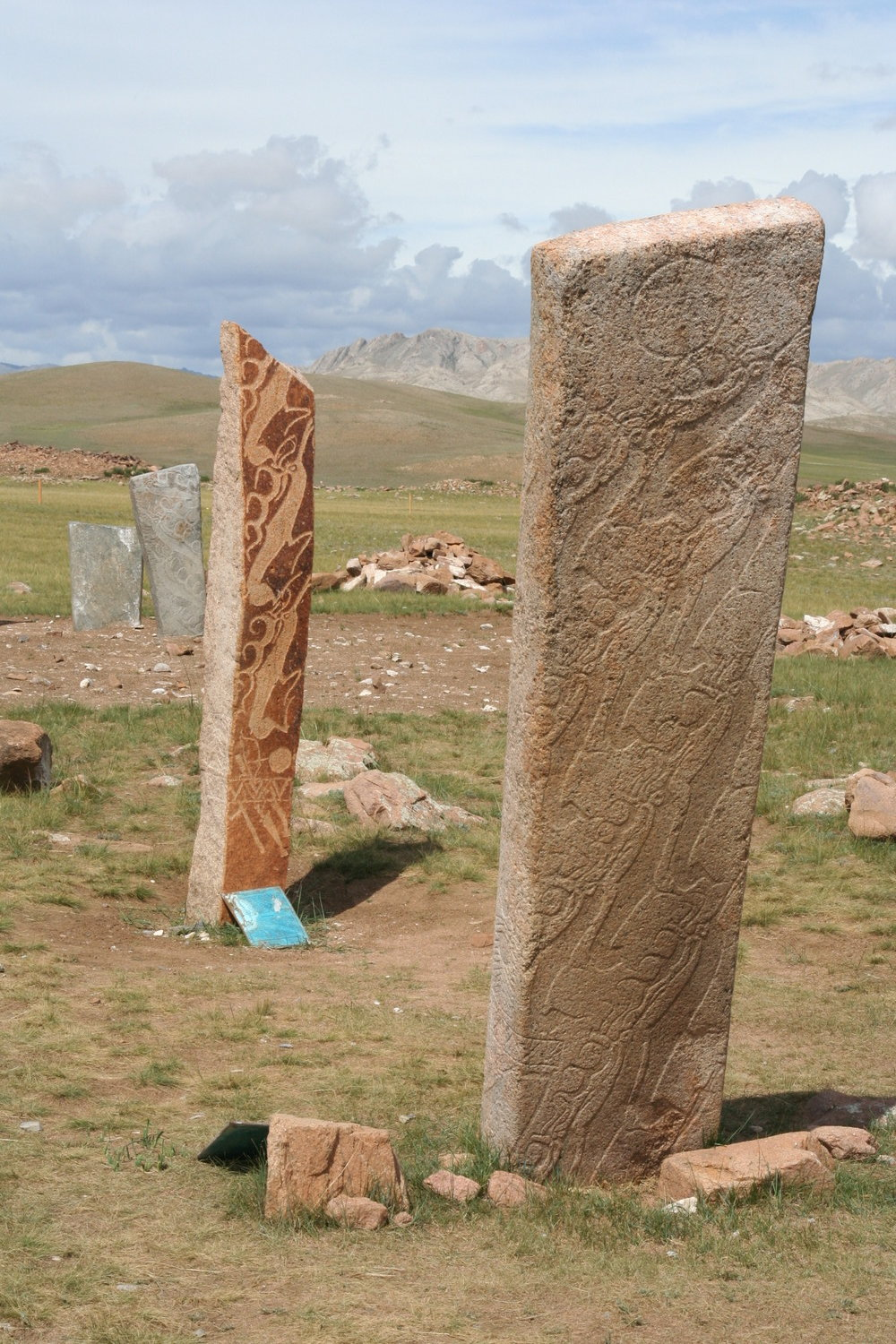
Pedra de veado perto de Mörön na Mongólia
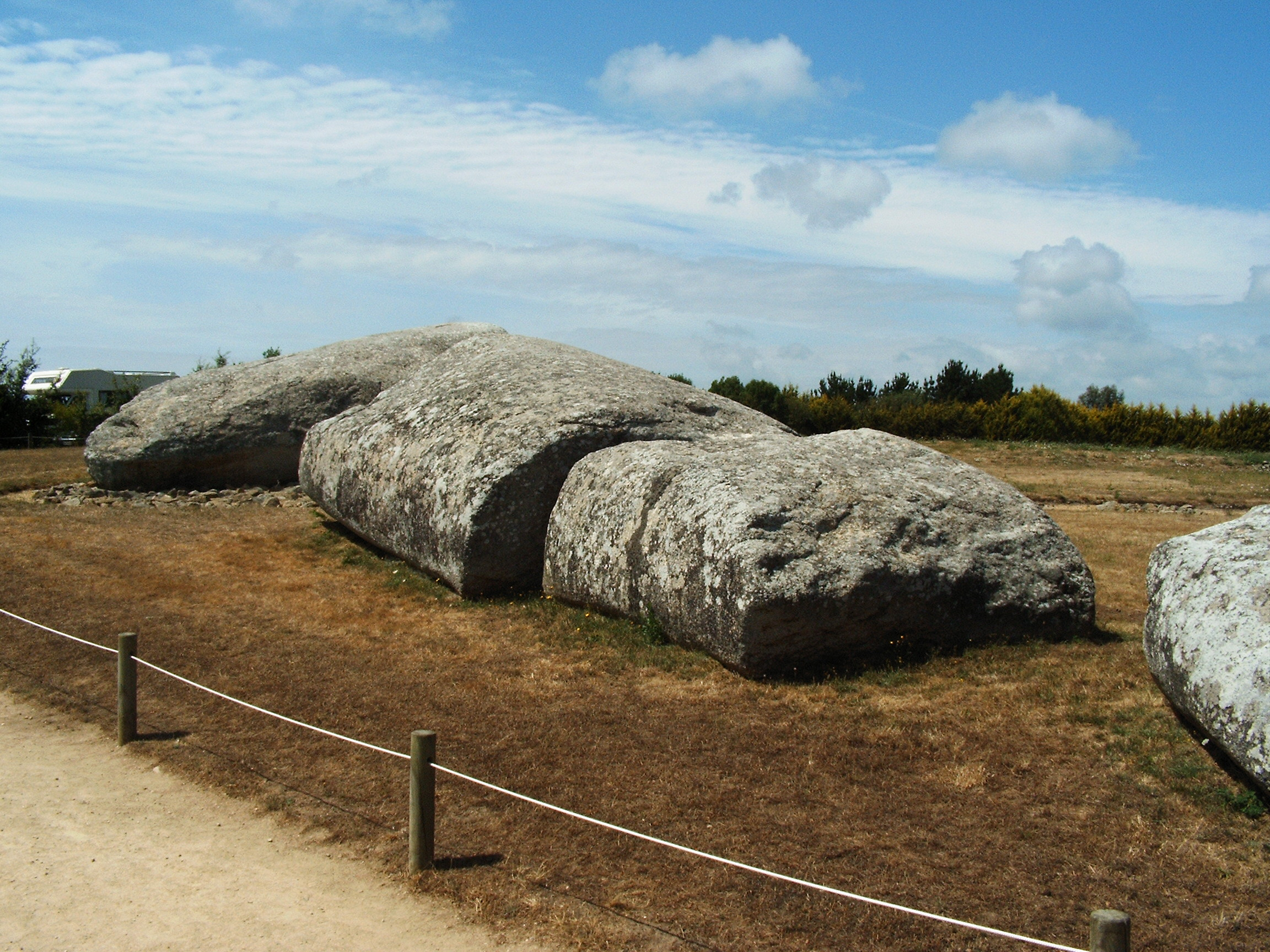
o Grande Menir de Er Grah na Bretanha, a maior pedra isolada conhecida erguida pelo homem neolítico, que mais tarde caiu
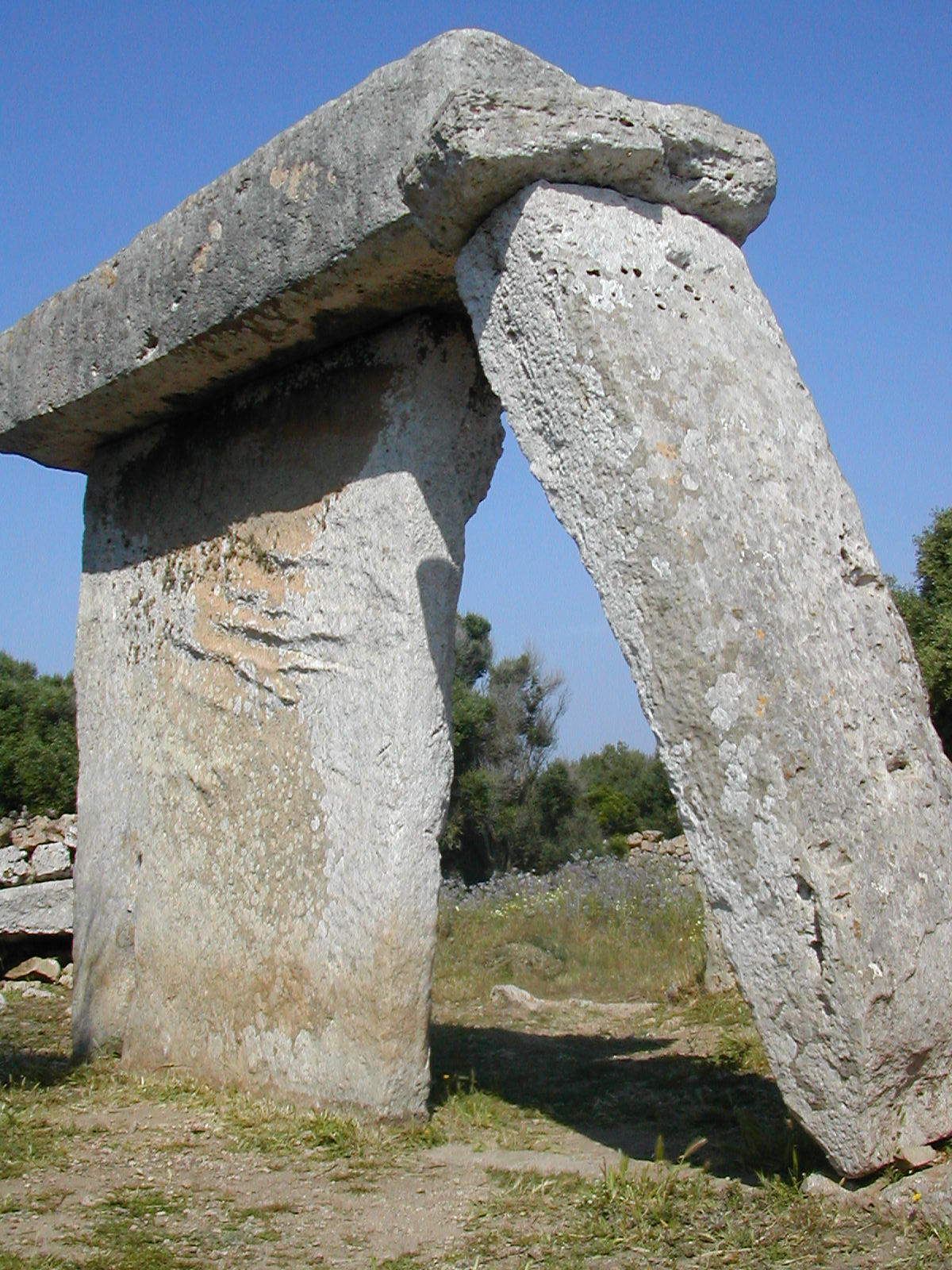
Taula em Talati de Dalt, Menorca
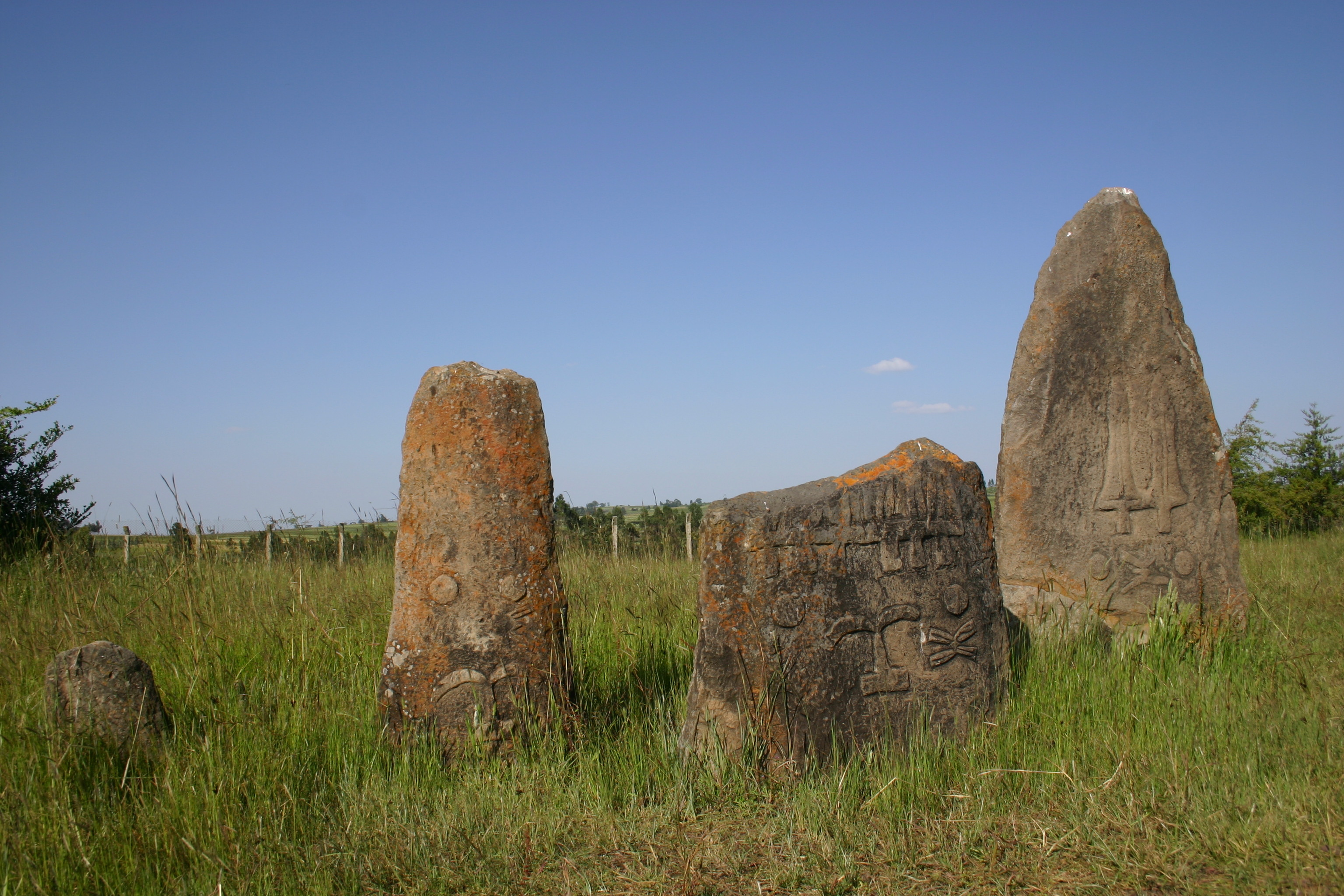
Megalíticos com figuras gravadas em Tiya, sul da Etiópia
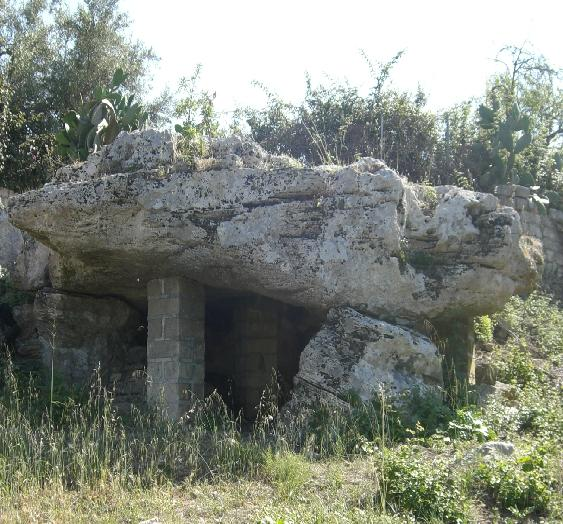
Dólmen de Avola (Sicília, Itália)
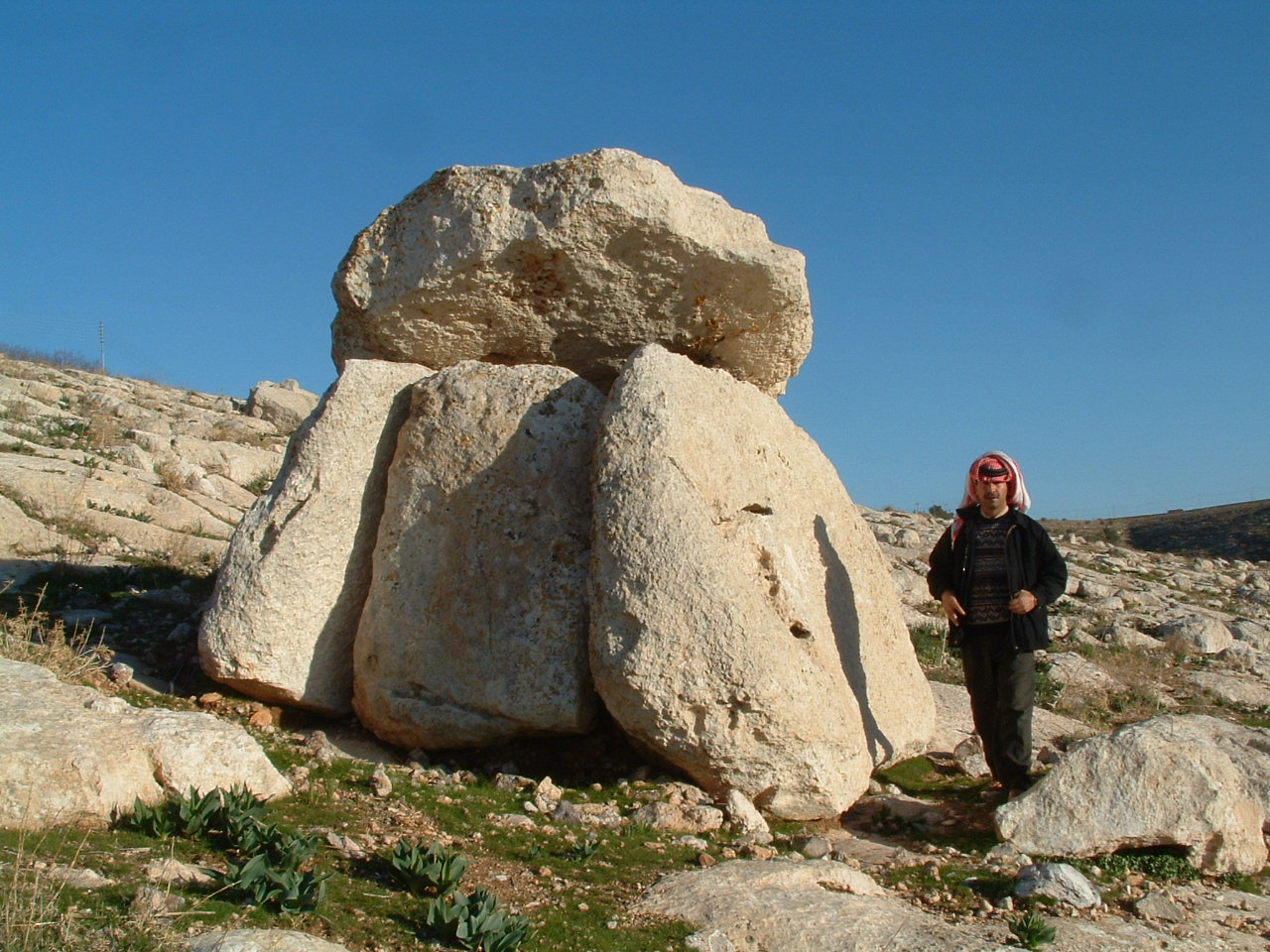
Dolmen no campo Kuejiyeh dolmen perto de Madaba, Jordânia
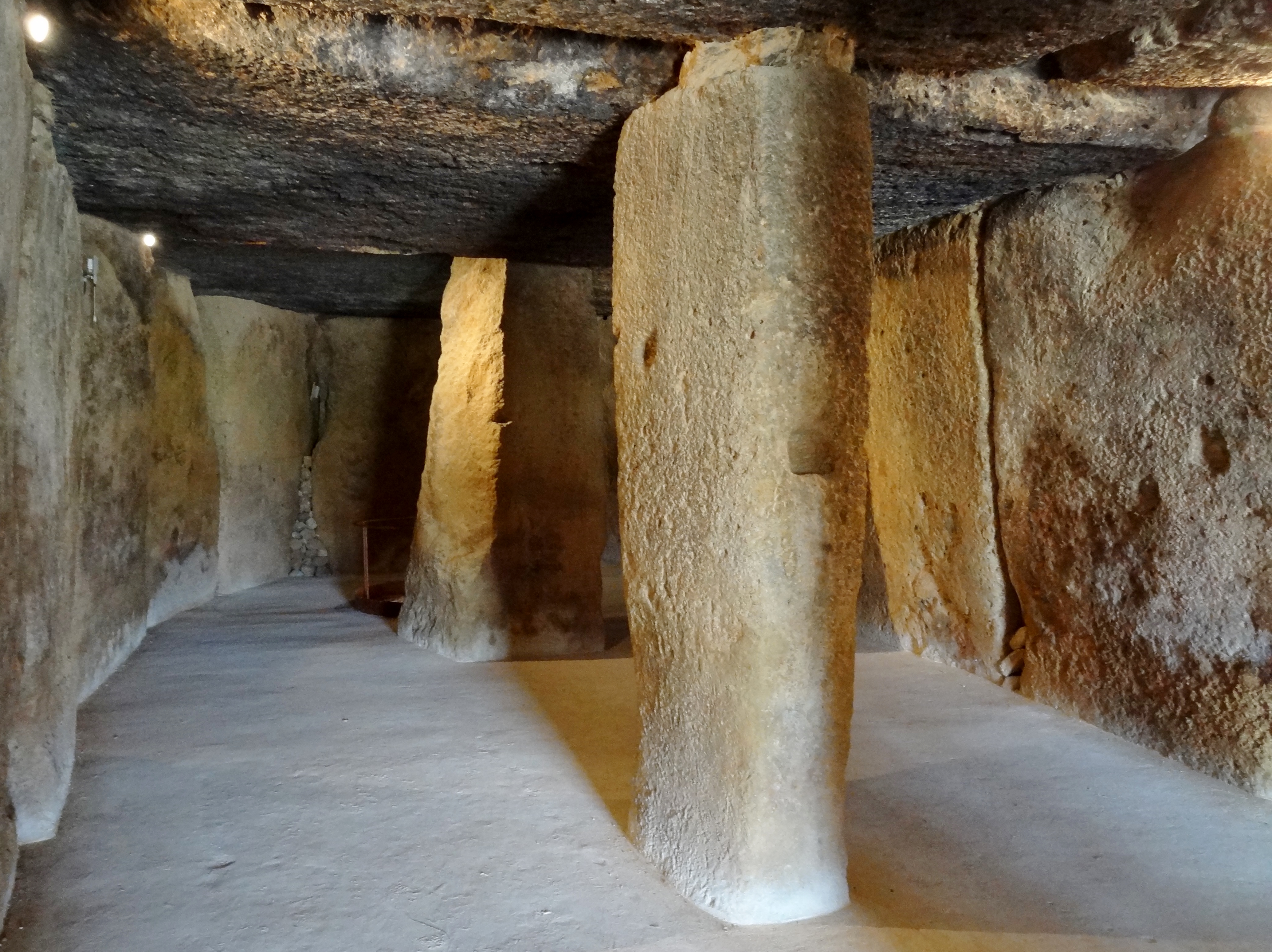
Dólmen de Menga em Antequera, Espanha

## Tipos de construções da cultura megalítica
- Antas ou dólmens
- Tolo
- Menires e cromeleques